# Everything Is Average Nowadays
Everything Is Average Nowadays è il secondo singolo tratto dal secondo album dei Kaiser Chiefs, Yours Truly, Angry Mob. È stato pubblicato nel Regno Unito il 21 maggio 2007.
Il titolo della canzone è visto come allusivo alla canzone dei Buzzcocks, Everybody's Happy Nowadays. Il 13 marzo 2007 è stata pubblicata, negli Stati Uniti, una versione live della canzone, eseguita a Berlino nel novembre dell'anno precedente, all'interno di un disco promozionale.

## Tracce
7"
1. "Everything Is Average Nowadays"
2. "I Like to Fight"

CD
1. "Everything Is Average Nowadays"
2. "Out of My Depth"